# Rafael Garralda Garre
Rafael Garralda Garre   (Madrid, 21 de gener de 1956) és un jugador d'hoquei sobre herba madrileny, ja retirat, guanyador d'una medalla olímpica.
Membre del Club de Campo de Madrid, va participar, als 24 anys, en els Jocs Olímpics d'Estiu de 1980 realitzats a Moscou (Unió Soviètica), on va aconseguir guanyar la medalla de plata en la competició masculina d'hoquei sobre herba.